# Брынзы

Брынзы (укр. Бринзи) — село,
Василевский сельский совет,
Кобелякский район,
Полтавская область,
Украина.
Код КОАТУУ — 5321880902. Население по переписи 2001 года составляло 182 человека.

## Географическое положение
Село Брынзы находится на расстоянии в 1 км от сёл Мартыновка и Сенное.
К селу примыкает большое болото Солончак (болото).